# Пушкинская улица (Дмитров)
Пушкинская улица — улица в городе Дмитрове Московской области. Является одной из старейших улиц города.

## История

### Спасская слобода

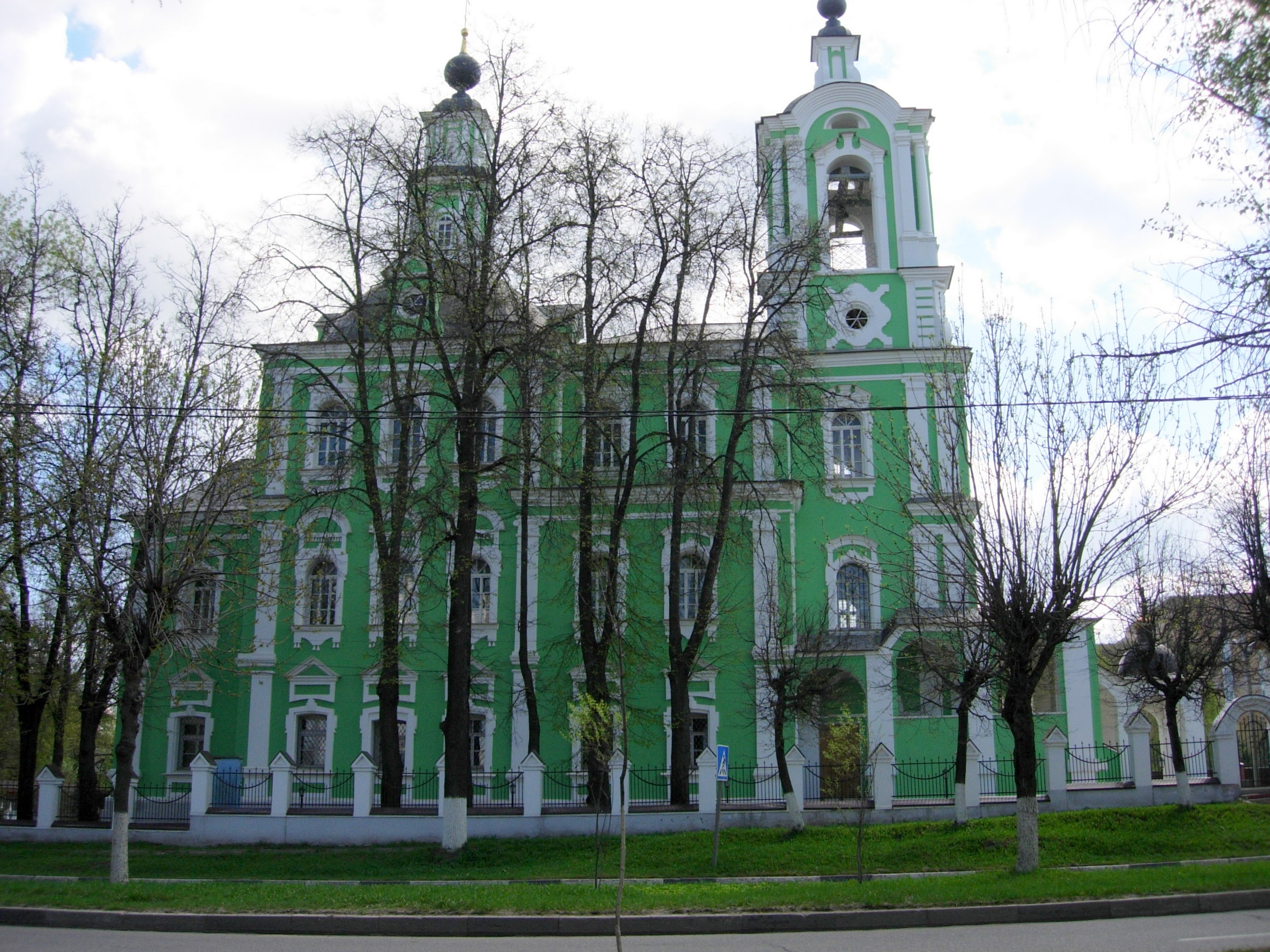
Троице-Тихвинская церковь — центр бывшей Спасской слободы

Первоначально улица называлась Спасской и получила название по Спасской слободе (Посаде) города. После пересечения с современной улицей Семенюка, она совпадала с современной Пушкинской улицей. Центром слободы была Тихвинская церковь.
В Сотной выписи 1624 года на Спасской улице числилось 12 жилых дворов, а также пустых дворов и огородной земли площадью 130 на 90 сажень.
По переписной книге 1646 года упоминается Тихвинская церковь на Посаде с попом при церкви, живущим на государственной и посадской земле. Также упоминается на Спасской улице 14 бобылей в 10 дворах, живущих на церковной земле, среди них двор с "каменщиками государевыми". Также двор вдового попа на Спасской улице на церковной земле.
Спасская слобода начиналась от Егорьевских ворот Дмитровского кремля. В 1624 году на Спасской улице указан выгон для скота от конюшенного двора (вероятно, Борисоглебского монастыря) по овраг. Вероятно, дворы тянулись далее до речки Березовец и Калязинского моста и продолжались далее по Внуковской дороге (сейчас Внуковская улица).
Расположение Спасской улицы просматривается на плане Дмитрова, сформированного по чертежу 1784 года.
На Спасской улице располагались церкви: Тихвинская, Покровская и Троицкая. Покровская церковь располагалась, где потом находились кладбище и часовня (не сохранилась). Также располагалось подворье Макарьевого Калязинского монастыря. Вроде, подворье монастыря было основано на месте землянки, где жил святой Макарий (хотя в житие Макария таких упоминаний нет). Также существует устная легенда, что Макарий проклял местных жителей Фуфаевых за их насмешки над ним, которые с тех пор имеют дефект речи.

### После революции 1917 года
После революции 1917 года улицу переименовали в Юного коммуниста.
Строительство канала имени Москвы в 1932—1937 годах изменило планировку города и расположение улицы. Строительство Дмитровского экскаваторного завода (ДЭЗ) сместило улицу после современного микрорайона Аверьянова (Спасская улица пересекала речку Березовец восточнее, в другом месте).

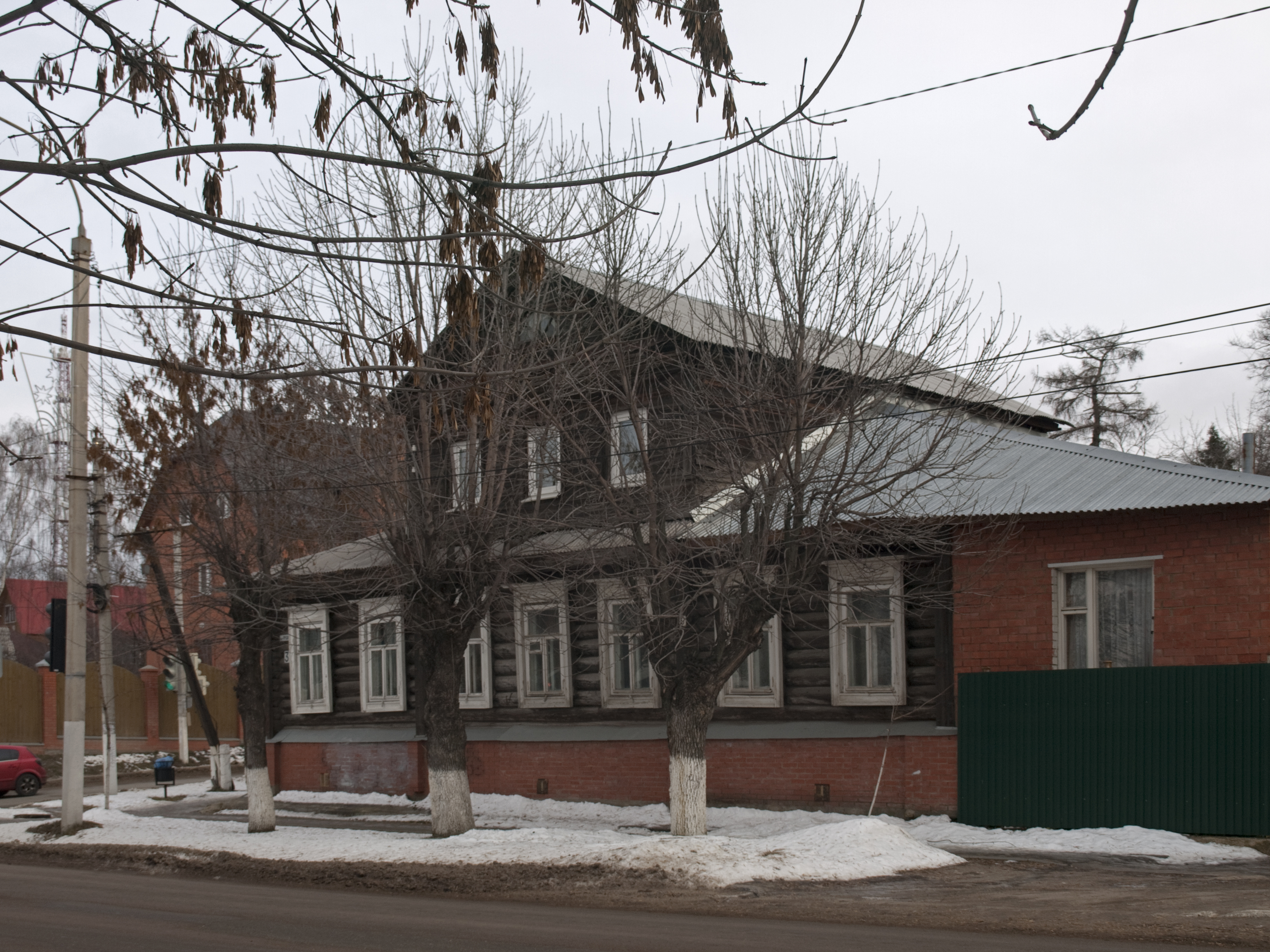
Дом купцов Фуфаевых. Пересечение Пушкинской и улицы Семенюка

После присоединения к городу села Подлипичье и Подлипецкой слободы (сейчас Горьковский посёлок) в 1932 году город получил рост на юг. Улицу продлили до пересечения с современной Школьной улицей.
После проведения первого водопровода в городе улицу переименовали в Водопроводную.
В 1937 году при праздновании в стране 100-летия смерти поэта А. С. Пушкина, улица получила название Пушкинской.

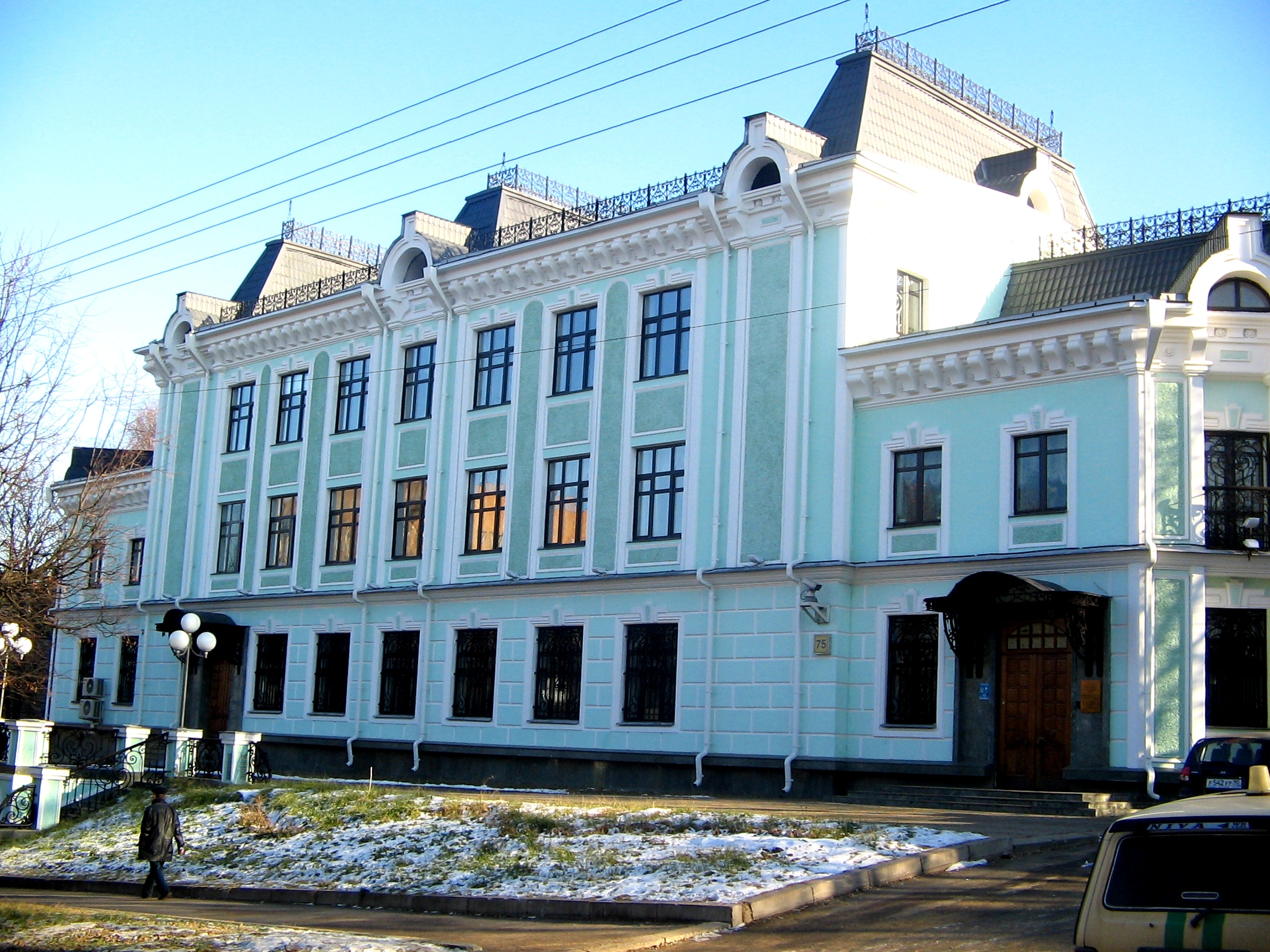
Здание Налоговой инспекции на пересечении с Загорской улицей

В 1963 году Мособлисполком утвердил новый генеральный план Дмитрова. На протяжении Пушкинской улицы появляются новые панельные многоэтажные микрорайоны: 2-й, Маркова, Аверьянова. В историческом центре города и части Спасской слободы с Тихвинской церковью (напротив микрорайона Маркова) сохраняется частная застройка.
Ранее на улице Пушкинской д. 77 располагалось здание АТС, потом новое большое здание с вышкой было построено на Пушкинской д. 5.

## Пересечение с другими улицами, объектами
- Внуковская улица и Восточная Объездная дорога
- Кладбище
- Речка Березовец
- Дмитровский экскаваторный завод
- Оборонная улица
- АТС с вышкой
- Троице-Тихвинская церковь
- Микрорайон Аверьянова, микрорайон Маркова
- Улица Семенюка
- Улица Лиры Никольской (частный сектор города)
- Улицы Загорская и Минина
- 2-й микрорайон
- Школьная и 2-а Центральная улицы

## Памятники и достопримечательности

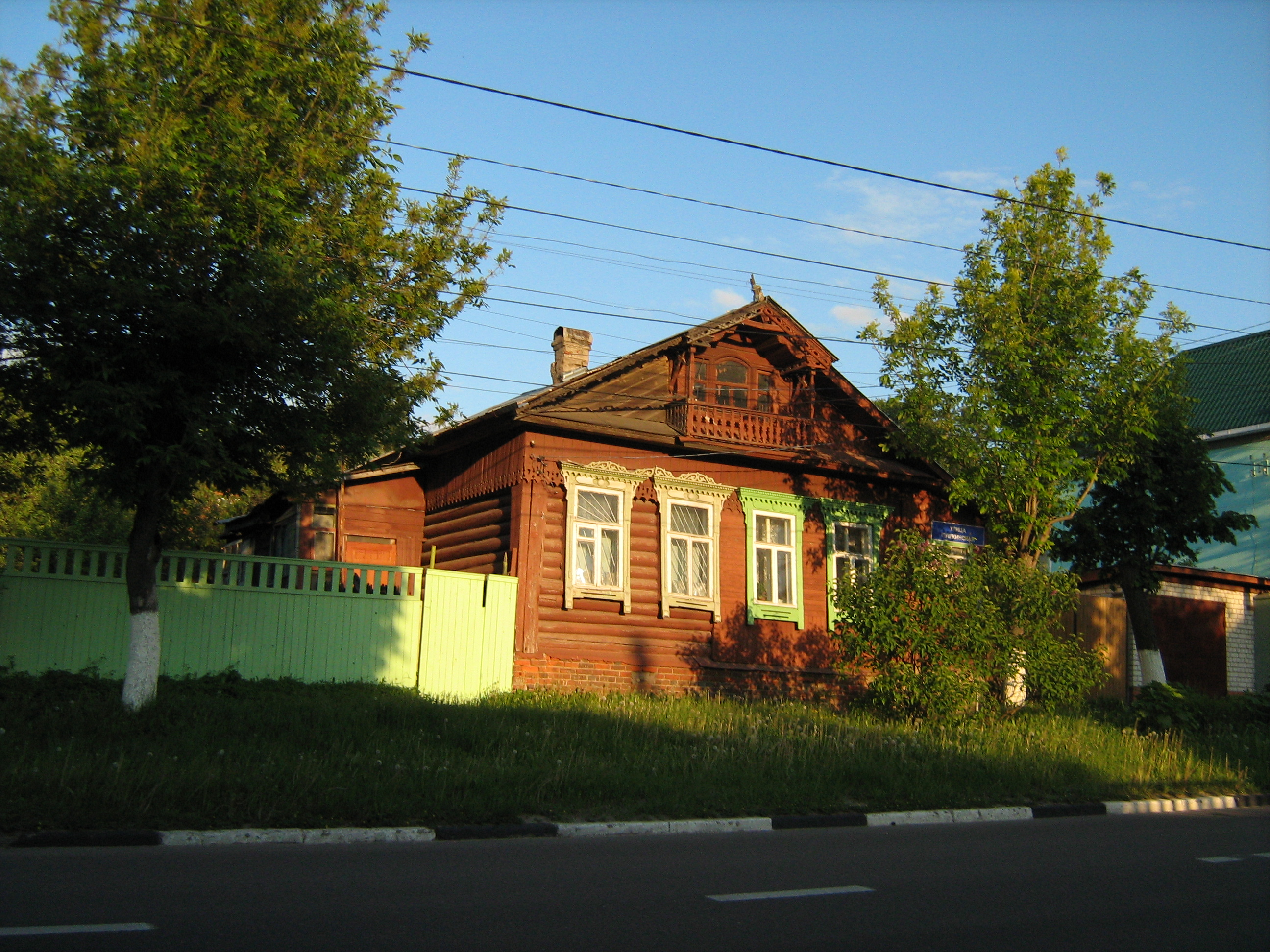
Дом с мезонином по Пушкинской 24. Утрачен

В центральной части улицы характерна частная застройка исторического центра города. Здесь располагались деревянные дома с архитектурой характерной для XIX века с мезонином и светёлкой (памятники архитектуры), так и начала XX века. Например, дом купцов Фуфаевых (Пушкинская, 37). Часть былого культурного наследия было утрачено: дом городничего Чулкова (Пушкинская, 74), дом председателя уездной земской управы князя П. А. Гагарина (Пушкинская, 34) и др.
На улице Пушкинской на нескольких панельных домах располагаются мозаики по мотивам сказок А . С. Пушкина и на другие темы.
На пересечение с Загорской улицей располагается сквер с фонтанами и современное здание Налоговой инспекции в стиле "модерн".

## Известные жители
На Пушкинской улице проживал маршал артиллерии Варенцов С. С. На пересечении с Загорской улицей стоит памятный знак об этом событии.